# Vladimír Tosek
Vladimír Tosek (11. června 1919 v Praze - 8. prosince 1987 v Londýně) byl český publicista, překladatel a tlumočník. Patřil k předním televizním a rozhlasovým redaktorům a komentátorům šedesátých let 20. století a později v emigraci byl redaktorem revue Listy.

## Biografie

### Mládí
Vyrostl v rodině obchodníka s vínem na pražských Vinohradech, vystudoval Francouzské gymnázium a poté odjel ještě před nacistickou okupací do Anglie do první emigrace. Unikl tak osudu rodičů, kteří kvůli rasové perzekuci zahynuli v nacistickém koncentračním táboře. V Anglii se přihlásil do armády a tam vlivem silné komunistické buňky nabyl své komunistické přesvědčení. Z Anglie se vrátil s americkou armádou.
Z prvního manželství pochází Zdenka Tichotová, členka skupiny Spirituál kvintet.

### Opět doma
Po válce se stal pracovníkem Československého rozhlasu v monitoringu zahraničního vysílání, později vedl vysílání do zahraničí, v době politických procesů byl propuštěn a pracoval jako redaktor a překladatel v knižních nakladatelstvích Brázda a Naše vojsko. Po zahájení vysílání Čs. televize se stal redaktorem zahraniční redakce, která se v druhé polovině 60. let stala základem mediální podpory tzv. obrodného procesu v KSČ a celospolečenského pražského jara 1968.
Vedle své práce v redakci zahraničí byl také autorem pořadu „Mezi námi, zajímaví lidé v hovoru i sporu“, který Československá televize vysílala od 9. dubna až do 20. srpna každé úterý po Televizních novinách. Pravděpodobně šlo o první diskusní pořad u nás vysílaný v přímém přenosu, bez zásahu cenzury.

### Druhá emigrace
V srpnu 1968 se podílel jako redaktor, hlasatel a komentátor na protiokupačním vysílání Čs. televize, až nakonec přešel hranice do Rakouska a fakticky emigroval a do roku 1971 působil na stáži u italské televize, kdy odešel s manželkou Ruth (překladatelkou) a synem Janem do Velké Británie.
Tam pracoval až do své smrti v monitoringu BBC a zároveň redigoval zahraniční Listy, vydávané Jiřím Pelikánem, kde vycházely jak příspěvky československých publicistů a autorů v emigraci, tak domácích disidentů. Kromě toho spolupracoval s Amnesty International pro obranu občanských práv v Jižní Americe.
Normalizační režim nemohl V. Toskovi zapomenout jeho angažmá v roce 1968 ani jeho působení v exilu. Mimo jiné proto vznikla postava prodejného novináře Ivo Holana v seriálu 30 případů majora Zemana (díly Bílé linky a Modrá světla), inspirovaná Toskovou postavou. Herec Svatopluk Matyáš byl vybrán a namaskován tak, aby Toska co nejvíc připomínal. 
Ještě divočejší byla jeho „role“ v pomlouvačném filmu Za volantem nepřítel, kde je na obrazovce televizoru použit záznam Toskova komentáře a k tomu přidán hlas skřehotavého a skřípajícího „štváče“ nejasného původu.

## Tlumočník
Zejména v 60. letech působil také jako vícestranný konferenční tlumočník. Ovládal 8 jazyků: češtinu, angličtinu, francouzštinu, italštinu, španělštinu, ruštinu, němčinu a latinu.
Jazykové vybavení mu také umožnilo vést průlomový první přímý televizní přenos ze setkání na nejvyšší úrovni mezi SSSR a USA.